# Nigidius perforatus
Nigidius perforatus là một loài bọ cánh cứng trong họ Lucanidae. Loài này được Harold mô tả khoa học năm 1878.